# Túnel do Estreito de Bohai

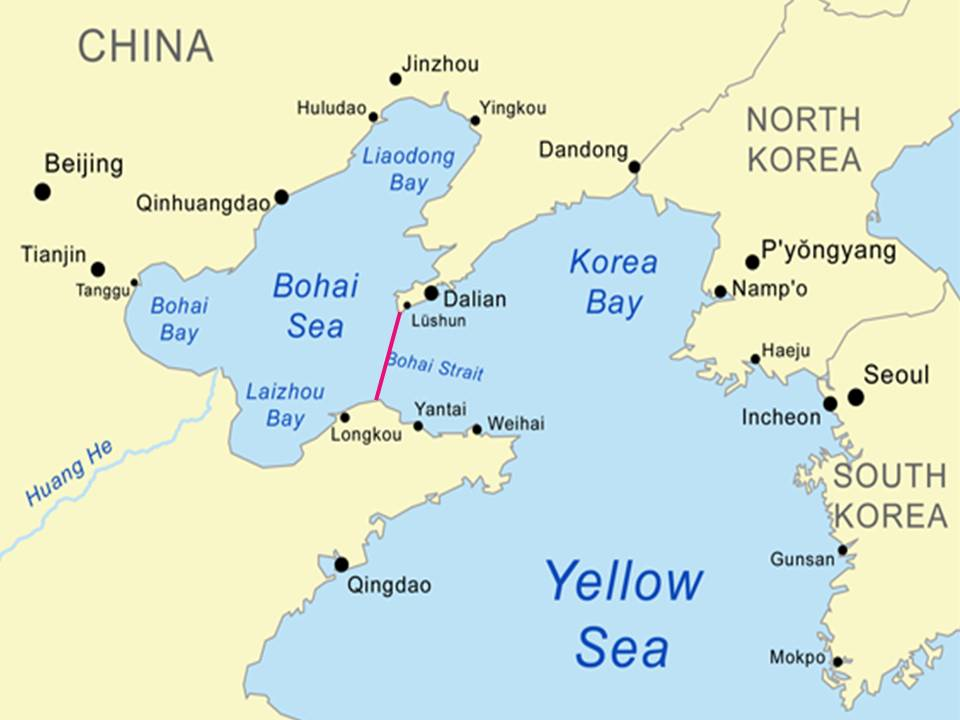
Projecto do Túnel do Estreito de Bohai (linha vermelha)

O projecto do Túnel do Estreito de Bohai ou Túnel de Dalian-Yantai propõe a construção de um túnel ferroviário transoceânico para ligar Dalian, na Península de Liaodong, a Yantai, na Península de Shandong. Outro nome para o projeto é Canal de Cross-Bohai-Strait.
Atravessando o Estreito de Bohai, o túnel terá 123 km de comprimendo, dos quais 90 km serão subaquáticos, excedendo assim o comprimento combinado do Túnel Seikan e do Eurotúnel, os quais são, atualmente, os túneis subaquáticos mais longos da Terra.
Operado pela Corporação de Engenharia Ferroviária da China, o túnel estaria ligado ao sistema ferroviário de alta velocidade da China. Serão carregados carros em carruagens próprias para possibilitar que estes façam a travessia de 40 minutos. Atualmente existe um serviço de ferry, inaugurado em 2007, que atravessa o estreito em oito horas.
Estima-se que o projecto custe 260 milhares de milhão de yuan. Será apresentado para aprovação ao Conselho de Estado da República Popular da China em meados de 2013, e, caso seja aprovado, poderá ser concluído até 2022.